# Свіниці
Свіниці (словац. Svinice) — село в окрузі Требішов Кошицького краю Словаччини. Площа села 5,26 км². Станом на 31 грудня 2016 року в селі проживало 217 жителів.
Поруч прокладений Західний Лелеський канал; протікає Північний Святушський канал.

## Історія
Перші згадки про село датуються 1311 роком.

## Населення
| Рік:            | 1994. | 2004.   | 2014.   | 2024.   |
| --------------- | ----- | ------- | ------- | ------- |
| Кількість осіб: | 248   | 245     | 230     | 219     |
| Різниця:        |       | -1,20 % | -6,12 % | -4,78 % |

| Рік:            | 2023. | 2024.   |
| --------------- | ----- | ------- |
| Кількість осіб: | 213   | 219     |
| Різниця:        |       | +2,81 % |